# Piano Piano Bacaksız
Piano Piano Bacaksız é um filme de drama turco de 1991 dirigido e escrito por Tunç Başaran. Foi selecionado como representante da Turquia à edição do Oscar 1992, organizada pela Academia de Artes e Ciências Cinematográficas.

## Elenco
- Rutkay Aziz - Kerim
- Emin Sivas - Kemal
- Serap Aksoy - Kamile
- Yaman Okay - Hizir
- Aysegul Ünsa - Feriha